# Tunnel d'En Raxat
Le tunnel d'En Raxat est un tunnel routier français dans les Pyrénées-Orientales ouvert en 1994.

## Histoire
Le tunnel d'En Raxat a été créé en 1993 pour éviter de passer par la corniche de la Côte Vermeille (Collioure/Port-Vendres) avec le viaduc du Douy. Grâce à cette déviation le trafic de la RD914 a augmenté.